# الاتحادات اليهودية في أمريكا الشمالية
الاتحادات اليهودية في أمريكا الشمالية (JFNA)، سابقا المجتمعات اليهودية المتحدة (اتحاد الشبيبة الشيوعية)، وهي منظمة المظلة اليهودية الأمريكية التي تمثل الاتحادات اليهودية 157 و 300 ألف من الجاليات اليهودية المستقلة في جميع أنحاء أمريكا الشمالية. تشكلت JFNA من اندماج النداء اليهودي المتحد (UJA)، ومجلس الاتحادات اليهودية، والنداءات المتحدة لإسرائيل.
يوفر JFNA لجمع التبرعات والمساعدات التنظيم، والتدريب، والقيادة العامة للاتحادات اليهودية والمجتمعات في جميع أنحاء الولايات المتحدة وكندا. حركة اتحاد تحمي وتعزز رفاه اليهود في جميع أنحاء العالم من خلال قيم تيكون أولام، تزيداخ والتوراة.
أطلقت JFNA أيضا عددا من المشاريع، بما في ذلك شبكة العمل جنبا إلى جنب مع إسرائيل المجلس اليهودي للشؤون العامة، إلى «تعبئة المجتمعات المحلية لمواجهة الاعتداء على شرعية إسرائيل».
ويعتبر هذا الاتحاد من بين أكبر الاتحادات اليهودية في العالم التي توفر دعم منقطع النظير للحكومة الإسرائيلية وتقوم بدعم عدد من المخططات في إسرائيل من بينها دعم عمليات الاستيطان والمساهمة في توحيد صفوف اليهود في العالم، كما تتعدد مهام الاتحاد اليهودي عالميا أبرزها دعم الاعتراف بالقدس كعاصمة شرعية لإسرائيل وعقد عدد من الاجتماعات السامية في جميع بلدان العالم من أجل تعزيز مكانة إسرائيل وتوفير الدعم لها من طرف قادة وأنظمة العالم..
كما يقوم المشرفون على الاتحادات اليهودية في أمريكا الشمالية أيضاً بتسيير رحلات سنوية للأطفال والشباب والنساء والمسنين 65 سنة وما فوق إلى إسرائيل يطلق عليها بالعبرية اسم عليا الأولى، بتكلفة زهيدة فضلاً عن تسهيلات بالجملة والمنطق لذوي الدخل المحدود الذين يعيشون خارج إسرائيل. وإليكم توضيح حول الإتحادات اليهودية في العالم والعمل الذي تقوم به

## الاتحاد اليهودي بمدينة كانساس الكبرى
الاتحاد اليهودي بمدينة كانساس الكبرى هي وكالة اتحادية غير ربحية تقوم بجمع الأموال لأكثر من 30 وكالة يهودية في منطقة كانساس سيتي الكبرى على أساس سنوي، فضلا عن عدة وكالات في الخارج في الاتحاد السوفيتي السابق وإسرائيل. وأثارت حملة 2006 ما يقرب من خمسة ملايين دولار.
الاتحاد اليهودي لمدينة كانساس سيتي لديها مقر في اوفرلاند بارك، كانساس.

## الاتحاد اليهودي في انديانابوليس الكبرى
الاتحاد اليهودي لانديانابوليس الكبرى هي المنظمة الخاصة بالعلاقات الخيرية والتخطيط المجتمعي وسط الجالية اليهودية. يعمل اتحاد الوكالات الرامية إلى تعزيز الرفاه العام للمجتمع اليهودي، وضمان بقاء واستمرارية الشعب اليهودي وتعاليمه.
الاتحاد يخلق البرامج الاجتماعية وخدمة المجتمع والتوعية للشباب اليهود في ولايات انديانابوليس الأمريكية والذين تتراوح أعمارهم من 25 إلى 45 سنة. وفقا لتعداد الولايات المتحدة، أكثر من 12,000 شخص ممن يعتبرون أنفسهم يهوداً في انديانابوليس. في عام 2005، أثارت الحملة السنوية للاتحاد ال 5 ملايين دولار لتمويل برامج وخدمات في انديانابوليس مخصصة إلى إسرائيل والعالم. يتم تخصيص حوالي 65 في المئة من الأموال على البرامج والخدمات المحلية والإقليمية. يتم تخصيص حوالي 31 في المائة من الأموال لإسرائيل والبرمجة في الخارج، في حين أن 4 في المئة المتبقية هي للتكاليف الإدارية والمنح الدراسية
الاتحاد هو في نفس مبنى مركز الجالية اليهودية ومكتب التربية والتعليم اليهودي. يعمل الاتحاد بشكل وثيق مع الأكاديمية العبرية في انديانابوليس والمجامع المحلية الخمسة.

## الاتحاد اليهودي لفينيكس الكبرى
جمعية الجالية اليهودية في فينيكس الكبرى (الاتحاد اليهودي لفينيكس الكبرى سابقا)، هو أبرز اتحاد يهودي يهتم بالشؤون الخيرية والتخطيط والتوعية المجتمعية، وتنبثق عنه المنظمة الرئيسية للمجتمع اليهودي في ولايات فينيكس الكبرى الأمريكية، ويكرس الاتحاد جهوده لضمان وإثراء الهوية اليهودية وتحسين نوعية الحياة اليهودية محليا، وفي إسرائيل وحول العالم محور الاتحاد اليهودي لفينيكس الكبرى هو تحديد وحل القضايا المجتمعية الهامة، فضلا عن تعزيز الرفاه العام للمجتمع اليهودي. والاتحاد يتدخل من خلال شراكاته مع الوكالات المحلية والخارجية ويعزز دور الشباب في التعرف على القيم اليهودية، ويوفر للسكان المسنين والضعفاء خدمات الدعم متواصلة، تثري حياة السكان من ذوي الاحتياجات الخاصة، ويستجيب للمصاعب الشخصية التي يواجها اليهود سواء ا مالية أو صحية أو أي مشاكل اجتماعية، ويساند الاتحاد أيضاً مشاريع الإغاثة في أعقاب الكوارث في جميع أنحاء العالم، ويدعم الحيوية الاجتماعية والاقتصادية في إسرائيل.

## المشاريع الإسرائيلية الخاصة بالهجرة والتوطين وأهدافها
مشروع عليا الأولى - أوليم للهجرة والإستيطان
يعتبر مشروع وزارة عليا للهجرة والإستيطان في الأراضي المحتلة أكبر مخطط للهجرة الإسرائيلية في العالم، وهو مشروع تدعمه جميع الاتحادات اليهودية دوليا وله وزارة خاصة بشؤونه، ويُؤمن هذا المشروع رحلات سنوية إلى الأراضي المحتلة لمختلف أصناف المجتمع الإسرائيلي أبرزهم الشباب من أجل السياحة والتعرف على التعاليم والتقاليد اليهودية أو الانتقال والعيش في إسرائيل أو خدمة التجنيد في الجيش العبري
ولايقتصر المشروع على هذه الخطوات بل يساهم أيضا في دعم اليهود الذين يأتون إلى إسرائيل عبر توفير كل السُبل من أجل تسهيل تأقلمهم داخل المجتمع وذلك عبر تخصيص منح دراسية ودعم التحضير للكلية أو الدراسة العليا بالإضافة إلى تسهيلات للمهاجرين الشباب من سن 18 إلى 35 سنة وكذلك المساعدة على ولوج سوق التشغيل وتعلم اللغة العبرية في الكيبوتسات والمدن، بالإضافة إلى برامج أخرى جديدة ثم أنشأنها لتلبية احتياجات الفئات المختلفة، ويتطلب ولوج مشروع ألياه تسهيلات ليس لها مثيل في عدد من البلدان وذلك لأن المخطط يحظى بثقة كبرى داخل المجتمعات اليهودية في العالم، فحسب إحصائيات الوكالة اليهودية لإسرائيل ثم ترحيل مايعادل 1.9 مليون يهودي من أمريكا الشمالية سنة 2013 عبر هذا المخطط أغلبهم من الفئة الشابة، كما يقوم المشروع بالدعوة إلى زيارة إسرائيل عبر الإعلانات التلفزية المصورة والمواقع الإلكترونية ويمتلك أكثر من 3712 مركز إتصال في العالم منهم 19 داخل إسرائيل، وأغلب هذه المراكز يتموقع في القنسليات الدبلوماسية والمراكز الثقافية الأجنبية للدول التي لها علاقات مع إسرائيل.
وواقعيا فإن هذا المشروع هذفه الأساس دعم التواجد الإسرائيلي في الشرق الأوسط، وتجميع أكبر عدد ممكن من اليهود في العالم داخل إسرائيل ولذلك فإن كل مشاريع الإستيطان يتم دراسة بناءها من أجل إستقبال المهاجرين من جميع بقاع العالم وإعادة توطينهم وذلك بالتنسيق مع الإتحادات اليهودية المسؤولة عن تأمين الرحلات نحو إسرائيل وكذلك إستغلال الظروف السياسية والاقتصادية المناسبة لذلك،

## مشروع التكامل (كيبوتز) لعائلات المهاجرين
هو مشروع مخصص لدعم وتأهيل عائلات اليهود المهاجرين وتشجيعهم على التقألم داخل إسرائيل، من بين أكبر المشاريع الذي تخصص له ميزانية هامة يدعمها أكثر من 13 اتحاد يهودي عالمي، دور المشروع هو تخصيص منازل سكنية متوسطة ومجانية (أستوديو) لمدة مؤقتة للعائلات اليهودية التي قررت الإستقرار داخل إسرائيل وتتراوح مدة السكن المجاني من 6 أشهر إلى سنة واحدة، كما يساعد هذا المشروع الذي تدُيره الوكالة اليهودية لإسرائيل أطفال المستوطنين على التأقلم داخل مؤسسة خاصة بالمهاجرين، لمدة 6 أشهر يتعلم من خلالها الأطفال والشباب دون 35 سنة اللغة العبرية وكيفية التأقلم داخل المجتمع اليهودي من خلال تلاث إلى خمس حصص أسبوعية، وهناك دورات متوفرة أيضا للتدريب المهني للذين يمتلكون مهارات وشواهد مهنية، كما يوفر المشروع أيضاً عدد من التسهيلات الأخرى من بينها، توفر المحلات التجارية، خدمة غسيل الملابس، المطاعم، الملاعب والمسابح وعدد من وسائل الراحة الأخرى، لكن هذه التسهيلات يدفع عنها وليست مجانية بإستتناء السكن والرعاية الطبية المحلية والمشاركة في الأنشطة الاجتماعية والترفيهية مع الأخرين. وطوال مدة الإقامة يكون هناك منسق خاص يهتم بشؤون المستوطنين واحتياجاتهم كما يختص بتلقى طلب الدعوات من المهاجرين الذين يريدون الحصول على الإقامة الكاملة أو الذين يريدون المغادرة ويتطلب التسجيل في الإقامة الدائمة داخل إسرائيل عبر هذا المشروع الإدلاء بالهوية الإسرائيلية أو وتائق رسمية تتبث أن العائلة إسرائيلية، أن يكون إثنين من أفراد الأسرة قد قاما بزيارة إسرائيل مرة واحدة على الأقل، شهادات الحاضر من الصحة البدنية والعقلية الجيدة، عقد دبلوم الدراسات باك الثانوي (مثل البكالوريا الدولية، أو شهادة جامعية معترف بها من قبل وزارة التربية والتعليم في بلد المهجر)، كما تختلف أسعار التمدرس والتسهيلات والأنشطة الأخرى من 900 إلى 1400 شيكل شهريا للأسرة الواحدة بعد مرحلة سنة مجانية من الإستقرار داخل إسرائيل.

## مشروع معاً في المنزل لدعم دور المهاجرين في المجتمع الإسرائيلي
مشروع معاً في المنزل بالعبرية ()، هو برنامج مخصص للإرشاد الشخصي والتنسيق بين الهيئات اليهودية داخل وخارج إسرائيل، أنه يسمح بالتواصل مع الإسرائيليين القادمين الجدد وخصوصا "كبار السن والفئة التي لا تمتلك شواهد دراسية من أجل الالتحاق بالتعليم ولا يتوفرون على شواهد مهنية من أجل العمل، ويدعم أيضا عملية التكامل بين اليهود داخل إسرائيل بأفضل طريقة ممكنة، يوفر البرنامج لهذه الفئة من المهاجرين دورات تعليمية للغة العبرية في مدارس مؤهلة على نفقة الدولة لمدة سنة واحدة، كما يدعم مشاريع التدريب المهني لهذه الفئة، كما يساعد الشباب من فئة عمرية محددة من الالتحاق بكتيبة المتطوعين داخل مركز (بابايت)، من أجل الخدمة الاجتماعية، كما يساهم المشروع في توفير عدد من المتطوعين للخدمة العسكرية داخل إسرائيل وتجنيدهم في الجيش ماإذا كانوا تجاوزوا 21 سنة وأكملوا سنتين في إسرائيل منذ تاريخ وصولهم...
كما يقدم المشروع لفئة كبار السن الإرشادات الكاملة من أجل تسريع تقألمهم وكيفية فتح حسابات مصرفية وتسجيل الضمان الاجتماعي والاشتراك في صندوق التأمين الصحي وماهي الحقوق التي يجب عليهم الاستفادة منها داخل إسرائيل، كما توفر عدد من المساعدين الاجتماعيين من أجل تقديم الدعم في شتى مجالات الحياة لهذه الفئة بالإضافة إلى تسيير رحلات إستكشافية لكبار السن من أجل التنزه والتعرف على المعالم الثقافية والدينية داخل إسرائيل.

## التسهيلات بخصوص العمل في إسرائيل
على غرار عدد من دول العالم، تمتلك إسرائيل سوق عمل وفرص شغل متميزة مقارنة مع بلدان الجوار، لكنها تعتمد على تعلم اللغة العبرية الضرورية داخل المجتمع اليهودي، ويعتمد قطاع الخدمات على أكثر من 67% من المهاجرين وخصوصا من أمريكا الشمالية وأوروبا لأنهم يمتلكون خبرات متعددة، بينما يتجه معظم الإسرائيلين المهاجرين من الطبقة الوسطى والمتواضعة إلى مجال التسويق عبر الهاتف في مراكز الإتصال ولكنها تتطلب إتقان اللغة الفرنسية والإنجليزية، بينما يختار عدد من المهاجرين الأخرين عقود عمل شهرية أو سنوية مع شركات متعددة حسب الطلب، وهناك إمكانية الخدمة الاجتماعية أو التجنيد العسكري الذي يختاره عدد قليل من المهاجرين مقارنة مع القطاعات الأخرى رغم أنه تتوفر فيه تسهيلات مهمة.
وبالنسبة لطرق البحث عن عمل داخل إسرائيل، تقدم سيرة ذاتية عن الشخص بالعبرية أو الإنجليزية، هناك جمعيات تساعد على البحث عن عمل مثل (غفاهيم)، كما تساعد على التكييف مع العمل وغالبا ما يثم المنادات على الباحثين عن عمل عبر فترة لا تتجاوز شهر من أجل اجتياز دورات تكوينية في قطاعات التطبيب، القانون، المحاسبة والاستشارات المالية، والهندسة المعمارية، ووكلاء عقارات وسائقين، وهذا قطاعات تعاني من بعض الخصاص داخل إسرائيل، ويبلغ الحد الأدنى للأجور في إسرائيل 4300 شيقل (890 أورو)، ويبلغ متوسط الراتب القانوني 8950 شيقل مايعادل (1.850 أورو).

## تسهيلات التقاعد
سن التقاعد في إسرائيل هو 67 سنة للرجال و 64 للنساء، باستثناء المكلفين بإنفاذ القانون الذين لديهم نظام غذائي خاص، وكذا الذين يعانون من أمراض مزمنة أو تلك التي تؤتر على عملهم اليومي، توفر إسرائيل لمواطنيها الذين يسكنون الدولة أكثر من سنتين مبالغ مالية عند مرحلة التقاعد أو العجز عن أداء الوظيفة دون أي تميز حيت تبلغ نسبة الدفع المؤمن من الدولة حوالي 300 أورو للشخص الواحد شهريا، و400 أورو للزوجيين، وعندما ينفصل الزوجان تنخفض النسبة إلى 300 أورو، بينما يستقر المبلغ (400 أورو)، بالنسبة لحالة الزوجة المطلقة أو التي لا تعمل، كما تتوفر إسرائيل على صناديق معاشات تكميلية التي تلزم الأجير والمأجور بالدفع لكن على حسب الأرباح وذلك للمساهمة في الرفع من قيمة الصناديق التقاعدية، كما هناك أيضا صناديق دعم التماسك الإجتماعي أبرزها صندوق مناحاليم، وبيتوأه، الذي يدعم السكان الذين ليس لديهم عملهم، التعويض عن البطالة ويدفع لهم حوالي 30 أورو أسبوعيا للشخص الواحد.

## مشروع يالا لإكتشاف إسرائيل
هو مشروع يستهدف الشباب الإسرائيلي من الفئة العمرية 15 إلى 35، وهدفه هو دمج هذه الفئة داخل المجتمع اليهودي وتعريفهم بالتقاليد اليهودية بالإضافة إلى اكتساب الخبرة والتعرف على الأخرين عبر إجراء دورات تدريبية وأعمال تطوعية مع عدة جمعيات أبرزها جمعية نجمة داود الحمراء (MDA)، ويقدم لهم المأوى مجاناً خلال مدة الرحلات التطوعية والإستكشافية لإسرائيل التي تدوم شهرين كاملين مدفوعة التكاليف من جانب الدولة العبرية.